# Chính sách thị thực của Mauritius

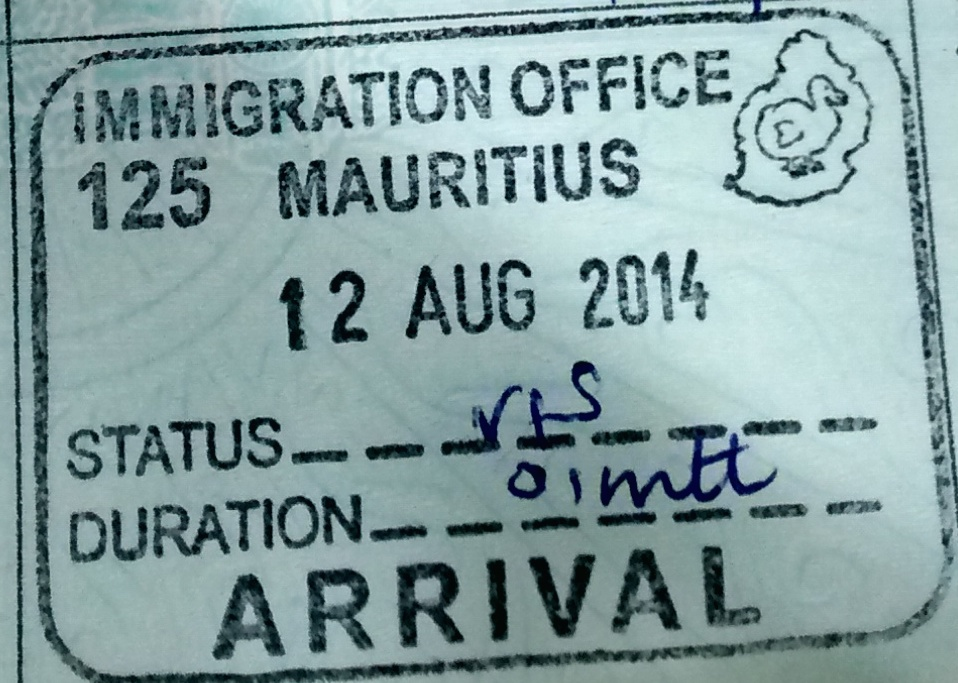
Dấu nhập cảnh Mauritius

Người nước ngoài muốn đến Mauritius phải xin thị thực từ trước trừ khi họ đến từ một nước được miễn thị thực hoặc xin thị thực tại cửa khẩu.
Dưới luật Mauritius, tất cả du khách phải có bằng chứng đủ tài chính cho suốt khoảng thời gian ở đây (tối thiểu 100 USD một ngày), có xác nhận đặt phòng khách sạn và các giấy tờ cần có cho địa điểm tiếp theo của họ. Không được đi công tác trên 120 ngày một năm và tổng cộng tối đa 180 ngày một năm (du lịch và công tác).

## Bản đồ chính sách thị thực

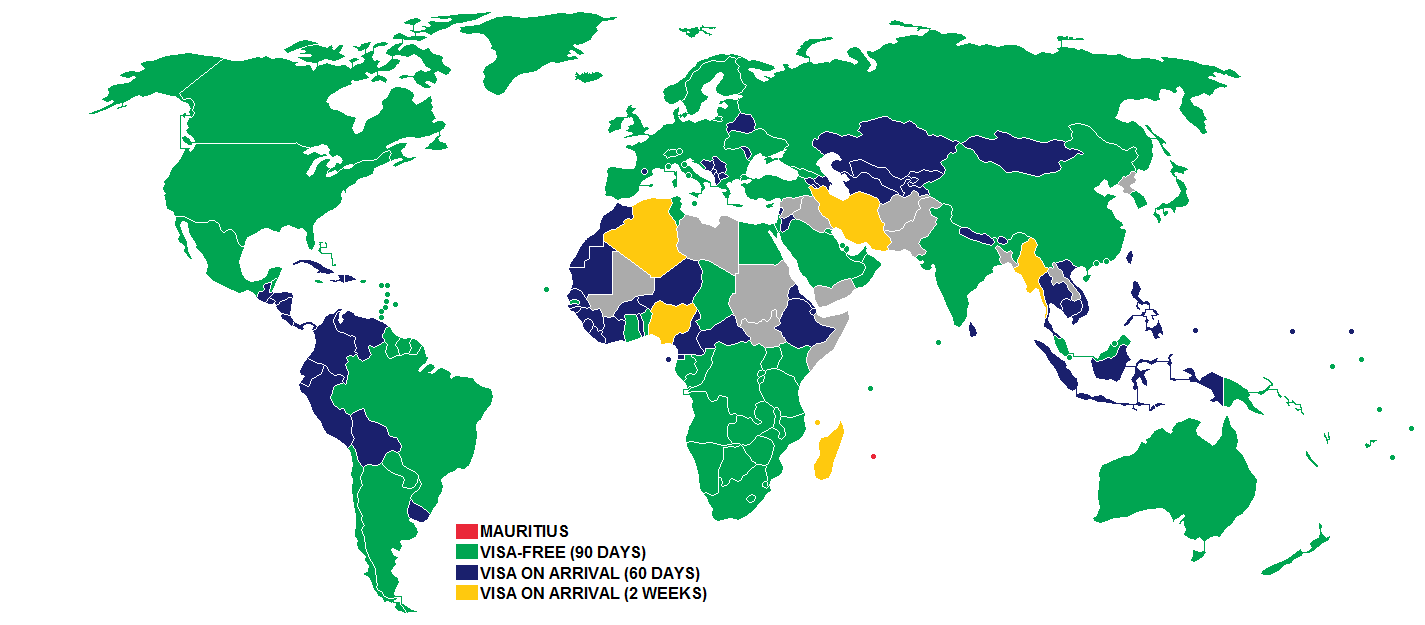
Mauritius
Miễn thị thực (90 ngày)
Thị thực tại cửa khẩu (60 ngày)
Thị thực tại cửa khẩu (14 ngày)

## Miễn thị thực
Người sở hữu hộ chiếu cấp bởi các quốc gia và vùng lãnh thổ sau có thể đến mà không cần thị thực 90 ngày:
| - Tất cả công dân Liên minh Châu Âu \| - Angola - Antigua và Barbuda - Argentina - Úc - Bahamas - Bahrain - Barbados - Belize - Benin - Botswana - Brazil - Brunei - Burundi - Canada - Cape Verde - Chad - Chile - Trung Quốc - CH Congo - CHDC Congo - Dominica - Ai Cập \| - Fiji - Gabon - Gambia - Gruzia - Ghana - Grenada - Guyana - Hồng Kông - Iceland - Ấn Độ - Israel - Jamaica - Nhật Bản - Kenya - Kiribati - Hàn Quốc - Kuwait - Lesotho - Liechtenstein - Macao - Malawi - Malaysia \| - Maldives - Mexico - Monaco - Mozambique - Namibia - Nauru - New Zealand - Na Uy - Oman - Papua New Guinea - Paraguay - Qatar - Nga - Rwanda - Samoa - San Marino - Ả Rập Xê Út - Seychelles - Sierra Leone - Singapore - Quần đảo Solomon - Nam Phi \| - Saint Kitts và Nevis - Saint Lucia - Saint Vincent và Grenadines - Suriname - Swaziland - Switzerland - Tanzania - Tonga - Trinidad và Tobago - Tunisia - Thổ Nhĩ Kỳ - Tuvalu - Uganda - Ukraina - Các Tiểu vương quốc Ả Rập Thống nhất - Hoa Kỳ - Vanuatu - Thành Vatican - Zambia - Zimbabwe \| \| | | | |  |
| - Angola - Antigua và Barbuda - Argentina - Úc - Bahamas - Bahrain - Barbados - Belize - Benin - Botswana - Brazil - Brunei - Burundi - Canada - Cape Verde - Chad - Chile - Trung Quốc - CH Congo - CHDC Congo - Dominica - Ai Cập | - Fiji - Gabon - Gambia - Gruzia - Ghana - Grenada - Guyana - Hồng Kông - Iceland - Ấn Độ - Israel - Jamaica - Nhật Bản - Kenya - Kiribati - Hàn Quốc - Kuwait - Lesotho - Liechtenstein - Macao - Malawi - Malaysia | - Maldives - Mexico - Monaco - Mozambique - Namibia - Nauru - New Zealand - Na Uy - Oman - Papua New Guinea - Paraguay - Qatar - Nga - Rwanda - Samoa - San Marino - Ả Rập Xê Út - Seychelles - Sierra Leone - Singapore - Quần đảo Solomon - Nam Phi | - Saint Kitts và Nevis - Saint Lucia - Saint Vincent và Grenadines - Suriname - Swaziland - Switzerland - Tanzania - Tonga - Trinidad và Tobago - Tunisia - Thổ Nhĩ Kỳ - Tuvalu - Uganda - Ukraina - Các Tiểu vương quốc Ả Rập Thống nhất - Hoa Kỳ - Vanuatu - Thành Vatican - Zambia - Zimbabwe |  |

Ngoài ra, miễn thị thực 90 ngày với:
- Người sở hữu hộ chiếu ngoại giao của bất cứ quốc gia nào trừ Afghanistan, Iran, Iraq, Libya, Somalia, Nam Sudan, Sudan và Yemen;
- Người sở hữu Laissez-Passer được cấp bởi Liên Hợp Quốc hoặc các tổ chức được công nhận quốc tế khác;
- Người sở hữu hộ chiếu Interpol đi làm nhiệm vụ.

Vợ/chồng và con dưới 14 tuổi của công dân và người định cư tại Mauritius không cần thị thực.

## Thị thực tại cửa khẩu
Công dân của 60 quốc gia sau có thể xin thị thực tại cửa khẩu có hiệu lực 60 ngày:
| - Albania - Andorra - Armenia - Azerbaijan - Belarus - Bhutan - Bolivia - Bosna và Hercegovina - Burkina Faso - Campuchia - Cameroon - Cộng hòa Trung Phi - Colombia - Costa Rica - Bờ Biển Ngà - Cuba | - Djibouti - Cộng hòa Dominica - Ecuador - El Salvador - Guinea Xích Đạo - Eritrea - Ethiopia - Guatemala - Guinea - Guinea-Bissau - Haiti - Honduras - Indonesia - Jordan - Kazakhstan - Kyrgyzstan | - Lebanon - Liberia - Macedonia - Quần đảo Marshall - Mauritania - Micronesia - Moldova - Mông Cổ - Montenegro - Maroc - Nepal - Nicaragua - Niger - Palau - Panama - Peru | - Philippines - Sao Tome và Principe - Senegal - Serbia - Sri Lanka - Đài Loan - Tajikistan - Thái Lan - Timor-Leste - Togo - Turkmenistan - Uruguay - Uzbekistan - Venezuela - Việt Nam |  |

CÔng dân có 5 nước sua có thể xin thị thực tại cửa khẩu có hiệu lực 14 ngày:
| - Algeria - Comoros - Madagascar - Myanmar - Nigeria |

## Quá cảnh không cần thị thực
Người sở hữu vé chuyến tiếp theo được xác nhận có thể quá cảnh tối đa 24 giờ tại Mauritius mà không cần thị thực. Không áp dụng với công dân Afghanistan, Iran, Iraq, Libya, Somalia, Nam Sudan, Sudan và Yemen.
Hành khách quá cảnh phải có giấy tờ du hành có hiệu lực Mauritius.
Người buôn ở biển quá cảnh không cần thị thực áp dụng với tất cả các loại hộ chiếu và phương tiện giao thông nếu chính phủ được thông báo bởi công ty vận chuyển.

## Thống kê
Hầu hết du khách đều đến từ các quốc gia sau:
| Quốc tịch      | Tổng      | Tổng      | Tổng      | Tổng      | Tổng |
| Quốc tịch      | 2017      | 2016      | 2015      | 2014      |      |
| -------------- | --------- | --------- | --------- | --------- | ---- |
| Pháp           | 273.419   | 271.963   | 254.323   | 243.665   |      |
| Vương quốc Anh | 149.807   | 141.904   | 129.754   | 115.326   |      |
| Réunion        | 146.040   | 146.203   | 143.845   | 141.665   |      |
| Đức            | 118.856   | 103.761   | 75.237    | 62.231    |      |
| Nam Phi        | 112.129   | 104.834   | 101.943   | 93.120    |      |
| Ấn Độ          | 86.294    | 82.670    | 72.135    | 61.167    |      |
| Trung Quốc     | 72.951    | 79.374    | 89.584    | 63.365    |      |
| Thụy Sĩ        | 40.252    | 36.272    | 30.680    | 29.985    |      |
| Ý              | 35.101    | 31.337    | 29.185    | 29.557    |      |
| Úc             | 21.271    | 18.559    | 17.835    | 17.529    |      |
| Áo             | 17.596    | 16.643    | 11.425    | —         |      |
| Bỉ             | 16.420    | 15.675    | 14.223    | 11.465    |      |
| Thụy Điển      | 15.516    | 14.551    | 11.634    | —         |      |
| Tây Ban Nha    | 15.252    | 15.304    | 10.013    | —         |      |
| Madagascar     | 12.730    | 11.740    | 12.215    | 13.039    |      |
| Tổng           | 1.341.860 | 1.275.227 | 1.151.252 | 1.038.968 |      |